# Bidenichthys consobrinus
Bidenichthys consobrinus is een straalvinnige vissensoort uit de familie van naaldvissen (Bythitidae). De wetenschappelijke naam van de soort is voor het eerst geldig gepubliceerd in 1876 door Hutton.